# Dános Árpád
Dános Árpád, született Danzig Árpád Lipót (Budapest, 1882. december 11. – Budapest, 1933. július 5.) bankigazgató, közgazdasági író, egyetemi tanár.

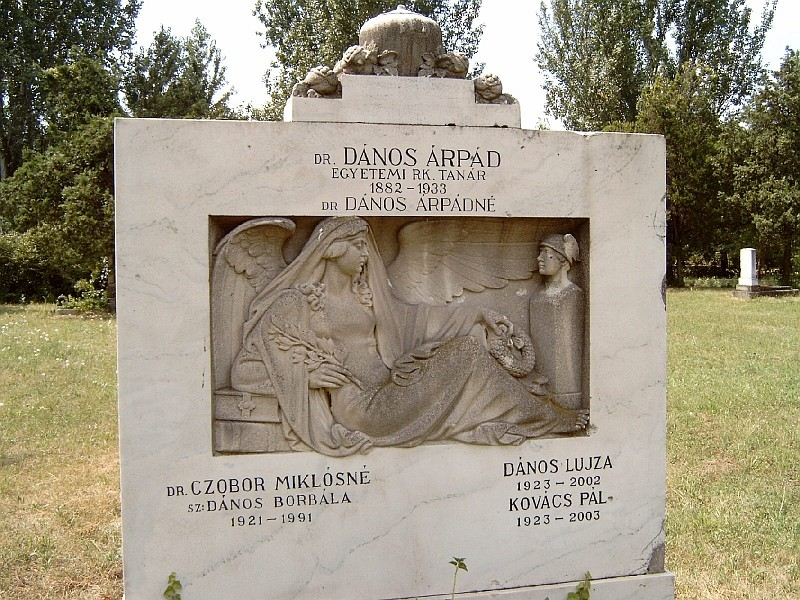
Sírja a Fiumei úti sírkertben (35-19-17). Alkotó: Róna József

## Élete
Danzig Jakab (1852–1933) kereskedő és Hoffmann Jozefa (1858–1931) fia. Tanulmányai befejezése után a kereskedelmi minisztériumban dolgozott. 1918-ban egyetemi magántanári képesítést szerzett. A minisztériumban miniszteri osztálytanácsosi rangban ment nyugdíjba, majd a Magyar-Olasz Bank igazgatója lett. Alig 50 évesen hunyt el 1933-ban.

## Magánélete
Házastársa Oppenheim Irén volt, Oppenheim Henrik és Schmidl Margit lánya, akit 1913. október 7-én Budapesten, a Terézvárosban vett nőül. 1915. március 10-én feleségével áttért a református hitre.
Gyermekei Czobor Miklósné Dános Borbála (1921–1991) és Dános Lujza (1923–2002).

## Művei
- Közgazdaságtan, Budapest, 1913
- A magyar állam adórendszere, Budapest, 1915
- Népszerű közgazdaságtan, Budapest, 1915
- Közgazdaságtan, Budapest, 1916 (Kovács Gáborral közösen)
- Kereskedelmi és váltóismeretek, Budapest, 1917
- Adópolitika, Budapest, 1917
- Magyar ipari közigazgatási jog, Budapest, 1918
- Valutánk rendezése, Budapest, 1920 (német nyelven is megjelent)
- Diagnózis és recept, Budapest, 1921
- A szociális eszmék fejlődése a modern szocializmusig, Budapest, 1925 (Kovács Gáborral közösen)
- A magyar ipar története, Budapest, 1929
- Magyarország 1930. Hol hibáztuk el? Mit kell tennünk? Szeged, 1930.